# Светомир Матић
Светомир Љ. Матић  (Краљево, 24. новембар 1870 — Нови Сад, 2. мај 1931) је био српски и југословенски генерал. Учесник је ратова од 1912-1918. године.
Рођен је у официрској породици. Основну школу и гимназију завршио у Крагујевцу. Ступио у Војну академију, коју је завршио 1891. године, као и вишу школу 1896, после чега одлази у Француску на даље усавршавање. По повратку, био наставник у војној школи. Од 1918. био је инспектор целокупне артиљерије, управник Војне академије и командант Армијске области. За бана био је постављен 1930. године. На том месту је остао годину дана. Умро је после кратке и тешке болести у Новом Саду и сахрањен у породичну гробницу на београдском Новом гробљу.